# Campionati sloveni di sci alpino 2017
I Campionati sloveni di sci alpino 2017 si sono svolti a Krvavec dal 25 al 31 marzo. Il programma ha incluso gare di discesa libera, supergigante, slalom gigante, slalom speciale e combinata, tutte sia maschili sia femminili.
Trattandosi di competizioni valide anche ai fini del punteggio FIS, vi hanno partecipato anche sciatori di altre federazioni, senza che questo consentisse loro di concorrere al titolo nazionale sloveno.

## Risultati

### Uomini

#### Discesa libera
| Pos. | Atleta          | Nazione     | Tempo   |
| ---- | --------------- | ----------- | ------- |
| 1    | Martin Čater    | Slovenia    | 1:43,51 |
| 2    | Klemen Kosi     | Slovenia    | 1:44,06 |
| 3    | Miha Hrobat     | Slovenia    | 1:44,71 |
| 4    | Rok Perko       | Slovenia    | 1:44,89 |
| 5    | Ven Florjančič  | Slovenia    | 1:46,02 |
| 6    | Martin Bendík   | Slovacchia  | 1:45,10 |
| 7    | Maarten Meiners | Paesi Bassi | 1:45,12 |
| 8    | Igor' Zakurdaev | Kazakistan  | 1:45,19 |
| 9    | Filip Zubčić    | Croazia     | 1:45,26 |
| 10   | Istok Rodeš     | Croazia     | 1:45,46 |

Data: 28 marzo

Località: Krvavec

1ª manche:

Ore: 8.50 (UTC+1)

Pista: 

Partenza: 1 958 m s.l.m.

Arrivo: 1 602 m s.l.m.

Dislivello: 356 m

Tracciatore: Peter Pen
2ª manche:

Ore: 12.20 (UTC+1)

Pista: 

Partenza: 1 958 m s.l.m.

Arrivo: 1 602 m s.l.m.

Dislivello: 356 m

Tracciatore: Peter Pen

#### Supergigante
| Pos. | Atleta          | Nazione    | Tempo |
| ---- | --------------- | ---------- | ----- |
| 1    | Martin Čater    | Slovenia   | 57,37 |
| 2    | Klemen Kosi     | Slovenia   | 57,83 |
| 3    | Rok Perko       | Slovenia   | 57,94 |
| 4    | Tilen Debelak   | Slovenia   | 58,09 |
| 4    | Marko Vukićević | Serbia     | 58,09 |
| 6    | Miha Hrobat     | Slovenia   | 58,19 |
| 7    | Michał Kłusak   | Polonia    | 58,29 |
| 8    | Filip Zubčić    | Croazia    | 58,44 |
| 9    | Martin Bendík   | Slovacchia | 58,58 |
| 10   | Ven Florjančič  | Slovenia   | 58,63 |

Data: 29 marzo

Località: Krvavec

Ore: 11.15 (UTC+1)

Pista: 

Partenza: 1 958 m s.l.m.

Arrivo: 1 602 m s.l.m.

Dislivello: 356 m

Tracciatore: Matjaž Marušič

#### Slalom gigante
| Pos. | Atleta        | Nazione  | Tempo   |
| ---- | ------------- | -------- | ------- |
| 1    | Magnus Walch  | Austria  | 2:32,96 |
| 2    | Marco Schwarz | Austria  | 2:33,00 |
| 3    | Miha Hrobat   | Slovenia | 2:33,02 |
| 4    | Adrian Pertl  | Austria  | 2:33,28 |
| 5    | Žan Kranjec   | Slovenia | 2:33,32 |
| 6    | Samuel Kolega | Croazia  | 2:34,10 |
| 6    | Klemen Kosi   | Slovenia | 2:34,10 |
| 8    | Žan Grošelj   | Slovenia | 2:34,28 |
| 9    | Elias Kolega  | Croazia  | 2:34,76 |
| 10   | Jani Kavčič   | Slovenia | 2:34,98 |

Data: 25 marzo

Località: Krvavec

1ª manche:

Ore: 10.00 (UTC+1)

Pista: 

Partenza: 1 954 m s.l.m.

Arrivo: 1 602 m s.l.m.

Dislivello: 352 m

Tracciatore: Slavko Zupanc
2ª manche:

Ore: 12.15 (UTC+1)

Pista: 

Partenza: 1 954 m s.l.m.

Arrivo: 1 602 m s.l.m.

Dislivello: 352 m

Tracciatore: Denis Šteharnik

#### Slalom speciale
| Pos. | Atleta          | Nazione  | Tempo   |
| ---- | --------------- | -------- | ------- |
| 1    | Štefan Hadalin  | Slovenia | 1:42,25 |
| 2    | Kamen Zlatkov   | Bulgaria | 1:42,93 |
| 3    | Elias Kolega    | Croazia  | 1:43,13 |
| 4    | Adrian Pertl    | Austria  | 1:43,56 |
| 5    | Žan Kranjec     | Slovenia | 1:43,88 |
| 6    | Filip Zubčić    | Croazia  | 1:44,47 |
| 7    | Pirmin Hacker   | Austria  | 1:44,50 |
| 8    | Žan Grošelj     | Slovenia | 1:44,53 |
| 9    | Aljaž Dvornik   | Slovenia | 1:45,02 |
| 10   | William Vukelić | Croazia  | 1:45,03 |

Data: 26 marzo

Località: Krvavec

1ª manche:

Ore: 9.00 (UTC+1)

Pista: 

Partenza: 1 770 m s.l.m.

Arrivo: 1 592 m s.l.m.

Dislivello: 178 m

Tracciatore: Rasto Ažnoh
2ª manche:

Ore: 

Pista: 

Partenza: 1 770 m s.l.m.

Arrivo: 1 592 m s.l.m.

Dislivello: 178 m

Tracciatore: Klemen Bergant

#### Combinata
| Pos. | Atleta           | Nazione  | Tempo   |
| ---- | ---------------- | -------- | ------- |
| 1    | Klemen Kosi      | Slovenia | 1:37,85 |
| 2    | Miha Hrobat      | Slovenia | 1:38,67 |
| 3    | Martin Čater     | Slovenia | 1:38,88 |
| 4    | Tilen Debelak    | Slovenia | 1:39,06 |
| 5    | Filip Zubčić     | Croazia  | 1:39,29 |
| 6    | Aljaž Dvornik    | Slovenia | 1:39,32 |
| 7    | Marko Vukićević  | Serbia   | 1:39,29 |
| 8    | Maciej Bydliński | Polonia  | 1:39,73 |
| 9    | Michał Kłusak    | Polonia  | 1:39,80 |
| 10   | Dušan Senčar     | Slovenia | 1:39,86 |

Data: 30 marzo

Località: Krvavec

1ª manche:

Ore: 11.15 (UTC+1)

Pista: 

Partenza: 1 958 m s.l.m.

Arrivo: 1 602 m s.l.m.

Dislivello: 356 m

Tracciatore: Matjaž Marušič
2ª manche:

Ore: 11.30 (UTC+1)

Pista: 

Partenza: 

Arrivo: 

Dislivello: 

Tracciatore: Matjaž Marušič

### Donne

#### Discesa libera
| Pos. | Atleta                  | Nazione              | Tempo   |
| ---- | ----------------------- | -------------------- | ------- |
| 1    | Nevena Ignjatović       | Serbia               | 1:48,15 |
| 2    | Petra Vlhová            | Slovacchia           | 1:48,34 |
| 3    | Pavla Klicnarová        | Rep. Ceca            | 1:48,74 |
| 4    | Ana Bucik               | Slovenia             | 1:48,75 |
| 4    | Meta Hrovat             | Slovenia             | 1:48,75 |
| 6    | Kateřina Pauláthová     | Rep. Ceca            | 1:49,43 |
| 7    | Maryna Gąsienica-Daniel | Polonia              | 1:49,98 |
| 8    | Barbara Kantorová       | Slovacchia           | 1:49,99 |
| 9    | Saša Brezovnik          | Slovenia             | 1:50,57 |
| 10   | Elvedina Muzaferija     | Bosnia ed Erzegovina | 1:50,86 |

Data: 28 marzo

Località: Krvavec

1ª manche:

Ore: 8.30 (UTC+1)

Pista: 

Partenza: 1 958 m s.l.m.

Arrivo: 1 602 m s.l.m.

Dislivello: 356 m

Tracciatore: Peter Pen
2ª manche:

Ore: 10.00 (UTC+1)

Pista: 

Partenza: 1 958 m s.l.m.

Arrivo: 1 602 m s.l.m.

Dislivello: 356 m

Tracciatore: Peter Pen

#### Supergigante
| Pos. | Atleta                  | Nazione              | Tempo   |
| ---- | ----------------------- | -------------------- | ------- |
| 1    | Pavla Klicnarová        | Rep. Ceca            | 59,77   |
| 2    | Petra Vlhová            | Slovacchia           | 1:00,20 |
| 3    | Saša Brezovnik          | Slovenia             | 1:00,32 |
| 4    | Nevena Ignjatović       | Serbia               | 1:00,34 |
| 5    | Barbara Kantorová       | Slovacchia           | 1:00,53 |
| 6    | Ana Bucik               | Slovenia             | 1:00,66 |
| 7    | Kateřina Pauláthová     | Rep. Ceca            | 1:00,77 |
| 8    | Klara Livk              | Slovenia             | 1:00,90 |
| 9    | Maryna Gąsienica-Daniel | Polonia              | 1:01,04 |
| 10   | Elvedina Muzaferija     | Bosnia ed Erzegovina | 1:01,23 |

Data: 29 marzo

Località: Krvavec

Ore: 11.15 (UTC+1)

Pista: 

Partenza: 1 958 m s.l.m.

Arrivo: 1 602 m s.l.m.

Dislivello: 356 m

Tracciatore: Matjaž Marušič

#### Slalom gigante
| Pos. | Atleta                  | Nazione   | Tempo   |
| ---- | ----------------------- | --------- | ------- |
| 1    | Ana Drev                | Slovenia  | 2:40,57 |
| 2    | Maryna Gąsienica-Daniel | Polonia   | 2:41,83 |
| 3    | Meta Hrovat             | Slovenia  | 2:42,24 |
| 4    | Nevena Ignjatović       | Serbia    | 2:42,27 |
| 5    | Ester Ledecká           | Rep. Ceca | 2:42,45 |
| 6    | Klara Livk              | Slovenia  | 2:42,56 |
| 7    | Pavla Klicnarová        | Rep. Ceca | 2:42,96 |
| 8    | Lana Zbašnik            | Croazia   | 2:43,46 |
| 9    | Saša Brezovnik          | Slovenia  | 2:43,64 |
| 10   | Maruša Ferk             | Slovenia  | 2:43,83 |

Data: 25 marzo

Località: Krvavec

1ª manche:

Ore: 9.00 (UTC+1)

Pista: 

Partenza: 1 954 m s.l.m.

Arrivo: 1 602 m s.l.m.

Dislivello: 352 m

Tracciatore: Slavko Zupanc
2ª manche:

Ore: 12.00 (UTC+1)

Pista: 

Partenza: 1 954 m s.l.m.

Arrivo: 1 602 m s.l.m.

Dislivello: 352 m

Tracciatore: Denis Šteharnik

#### Slalom speciale
| Pos. | Atleta            | Nazione     | Tempo   |
| ---- | ----------------- | ----------- | ------- |
| 1    | Maruša Ferk       | Slovenia    | 1:45,44 |
| 2    | Ana Bucik         | Slovenia    | 1:45,78 |
| 3    | Stephanie Brunner | Austria     | 1:45,99 |
| 4    | Leona Popović     | Croazia     | 1:47,33 |
| 5    | Marya Škanava     | Bielorussia | 1:47,50 |
| 6    | Katharina Huber   | Austria     | 1:47,59 |
| 7    | Saša Brezovnik    | Slovenia    | 1:48,01 |
| 8    | Meta Hrovat       | Slovenia    | 1:48,02 |
| 9    | Desiree Ajlec     | Slovenia    | 1:48,36 |
| 10   | Ester Ledecká     | Rep. Ceca   | 1:49,74 |

Data: 26 marzo

Località: Krvavec

1ª manche:

Ore: 9.00 (UTC+1)

Pista: 

Partenza: 1 770 m s.l.m.

Arrivo: 1 592 m s.l.m.

Dislivello: 178 m

Tracciatore: Žan Robert
2ª manche:

Ore: 

Pista: 

Partenza: 1 770 m s.l.m.

Arrivo: 1 592 m s.l.m.

Dislivello: 178 m

Tracciatore: Igor Zagernik

#### Combinata
| Pos. | Atleta            | Nazione    | Tempo   |
| ---- | ----------------- | ---------- | ------- |
| 1    | Petra Vlhová      | Slovacchia | 1:41,68 |
| 2    | Ana Bucik         | Slovenia   | 1:42,27 |
| 3    | Nevena Ignjatović | Serbia     | 1:42,55 |
| 4    | Barbara Kantorová | Slovacchia | 1:42,92 |
| 5    | Klara Livk        | Slovenia   | 1:43,46 |
| 6    | Pavla Klicnarová  | Rep. Ceca  | 1:44,24 |
| 7    | Desiree Ajlec     | Slovenia   | 1:44,35 |
| 8    | Saša Brezovnik    | Slovenia   | 1:44,42 |
| 9    | Živa Otoničar     | Slovenia   | 1:44,88 |
| 9    | Andreja Slokar    | Slovenia   | 1:44,88 |

Data: 30 marzo

Località: Krvavec

1ª manche:

Ore: 10.45 (UTC+1)

Pista: 

Partenza: 1 958 m s.l.m.

Arrivo: 1 602 m s.l.m.

Dislivello: 356 m

Tracciatore: Matjaž Marušič
2ª manche:

Ore: 11.00 (UTC+1)

Pista: 

Partenza: 

Arrivo: 

Dislivello: 

Tracciatore: Denis Šteharnik